# En hjärnas födelse och död
En hjärnas födelse och död är en svensk dokumentärserie om hjärnan från 2009, med manus och regi av Magnus Sjöström. Serien redogör för forskning och kunskap om hjärnans olika utvecklingssteg och hur dess funktioner förändras över tid. Den är producerad av UR och sändes ursprungligen på SVT i augusti 2009.

## Beskrivning
En hjärnas födelse och död skildrar forskning och kunskap om den mänskliga hjärnan. Serien följer hjärnans utveckling under en livstid, från det unga barnets receptiva hjärna till den åldrande hjärnans möjligheter och utmaningar. Med hjälp av datorgrafik visualiseras vad som händer i hjärnan när den lär sig något nytt, när den blir förälskad, och när den drabbas av sjukdomar som stroke och Alzheimer.
Episod 1, Den unga hjärnan, handlar om hjärnans formbarhet under barndomen. Avsnittet redogör bland annat för spegelneuroners roll i inlärning och för forskning på analfabeter som visar hur hjärnans anatomi påverkas av att lära sig läsa och skriva.
Episod 2, Den mognande hjärnan, handlar om hjärnans utveckling under tidig vuxendom. Avsnittet redogör för forskning om vad som sker i våra hjärnor när vi blir kära, varför hjärnan är dåligt anpassad för många arbetsplatser och hur den sena utvecklingen av främre pannloben kan förklara varför ungdomar ofta är mer impulsiva och ibland mer omdömeslösa än andra vuxna.
Episod 3, Den åldrande hjärnan, handlar om hjärnans funktioner i hög ålder. Avsnittet redogör för forskning om hur hjärnan kan återskapa funktioner som förlorats vid till exempel en stroke, att det sker nybildning av hjärnceller under hela livet och att en viss minnesfunktion, det så kallade semantiska minnet, faktiskt blir bättre med åren.